# Mareil-sur-Loir
Mareil-sur-Loir là một xã thuộc tỉnh Sarthe trong vùng Pays-de-la-Loire tây bắc nước Pháp. Xã này nằm ở khu vực có độ cao từ 28-102 mét trên mực nước biển.